# 名誉支配人
名誉支配人（めいよしはいにん）とはホテルや企業の名誉職たる支配人のこと。関連する職名として名誉総支配人、名誉副支配人など。類似するものとして名誉マネージャー、名誉ペアレントなどがある（いずれも本項で解説）。

## 名誉総支配人

### ホテルにおける名誉総支配人
ホテル業界では自社が経営するホテルのイメージキャラクターとして著名人を名誉総支配人に起用することがある。一例として、日本のシンガーソングライターで作詞家・作曲家の松任谷由実が期間限定で苗場プリンスホテルの名誉支配人を務めていることが挙げられる。

## 名誉支配人

### 機関誌における名誉支配人
政党や政治団体の機関誌が名誉支配人を置く場合がある。清朝末期、中国の革命派集団 聯合急進会の発行した機関紙「国民報」が趙中鵠を名誉支配人となったことが挙げられる。

### 企業における名誉支配人
20世紀におけるイギリスの社会運動家 ヘンリエッタ・バーネットが1906年、ハムステッド田園郊外信託会社 (the Hampstead Garden Suburb Trust Ltd) を設立し、名誉支配人としてハムステッド・ガーデン・サバーブを創立したことは20世紀の住宅建築や都市計画の先行事例となった。

### ホテルにおける名誉支配人
ホテル業界などでもイメージキャラクターとして芸能人を名誉支配人を迎える例がある。2013年5月、神奈川県横浜市に本社を置くブリーズベイホテルグループがホテルの名誉支配人に俳優の高橋英樹を、チーフプロデューサーに高橋の長女でフリーアナウンサー 高橋真麻を起用したのが主な例である。

### 映画館における名誉支配人
また、映画館でもイメージキャラクターとして著名人を名誉支配人に起用する場合がある。一例として2015年、大阪府にある109シネマズ大阪エキスポシティが映画評論家の浜村淳を同館の名誉支配人に起用したことが挙げられる。

## 名誉副支配人

### ホテルにおける名誉副支配人
ホテル業界では自社のホテルに名誉副支配人を起用する例がある。昭和期の政治家、岸衛は米国に渡り、ニューヨーク市のアスターホテルの名誉副支配人になり、1918年（大正8年）、日本観光を創業、後に郡会議員や熱海町長、県議会議員、衆議院議員に当選。観光立国論を唱え、一躍その名を馳せている。

## 名誉マネージャー

### Ｊリーグの名誉マネージャー
公益財団法人日本サッカー協会（JFA）、公益社団法人日本プロサッカーリーグが主催する日本プロサッカーリーグ（Jリーグ）では2018年1月、2015年来、Jリーグマネージャーとして3年間活動したタレント 佐藤美希にこれまでの功績をたたえ、Jリーグ名誉マネージャーの称号を贈っている。

## 名誉ペアレント

### ユースホステルの名誉ペアレント
また、ユースホステルの支配人をペアレントというが、名誉職として務める者を名誉ペアレントという。一例として広島県初のユースホステルで、同県府中市上下町にある「自然の森 MGユースホステル」の創設者 森岡まさ子が務めていたが、2008年5月13日に老衰で死去している。享年98。森岡は生前、地元住民や常連客から「森岡ママ」の通称で親しまれており、葬儀では500人の弔問客があったことなどが当時報道された。

### 文献資料
- 王魁喜、志賀勝著『満州近現代史』（現代企画室、1988年）
- 栗田直樹著「昭和期地方政治家研究: 静岡県政史断章」（成文堂、2005年） ISBN 4792332001
- 新谷洋二・越沢明監修都市みらい推進機構編『都市をつくった巨匠たち: シティプランナーの横顔』（ぎょうせい、2004年） ISBN 4324070954

### 報道資料
- 『読売新聞』2008年5月18日大阪朝刊広島版

### インターネット資料
- Jリーグウェブサイト「佐藤　美希さん　Ｊリーグ名誉マネージャーに就任！」
- 松任谷由実ウェブサイト「FaceBookページ」
- 109シネマズウェブサイト「109シネマズ ニュース 浜村淳氏 名誉支配人就任のお知らせ」
- ブリーズベイホテルグループウェブサイト「トップページ」